# 高戸橋

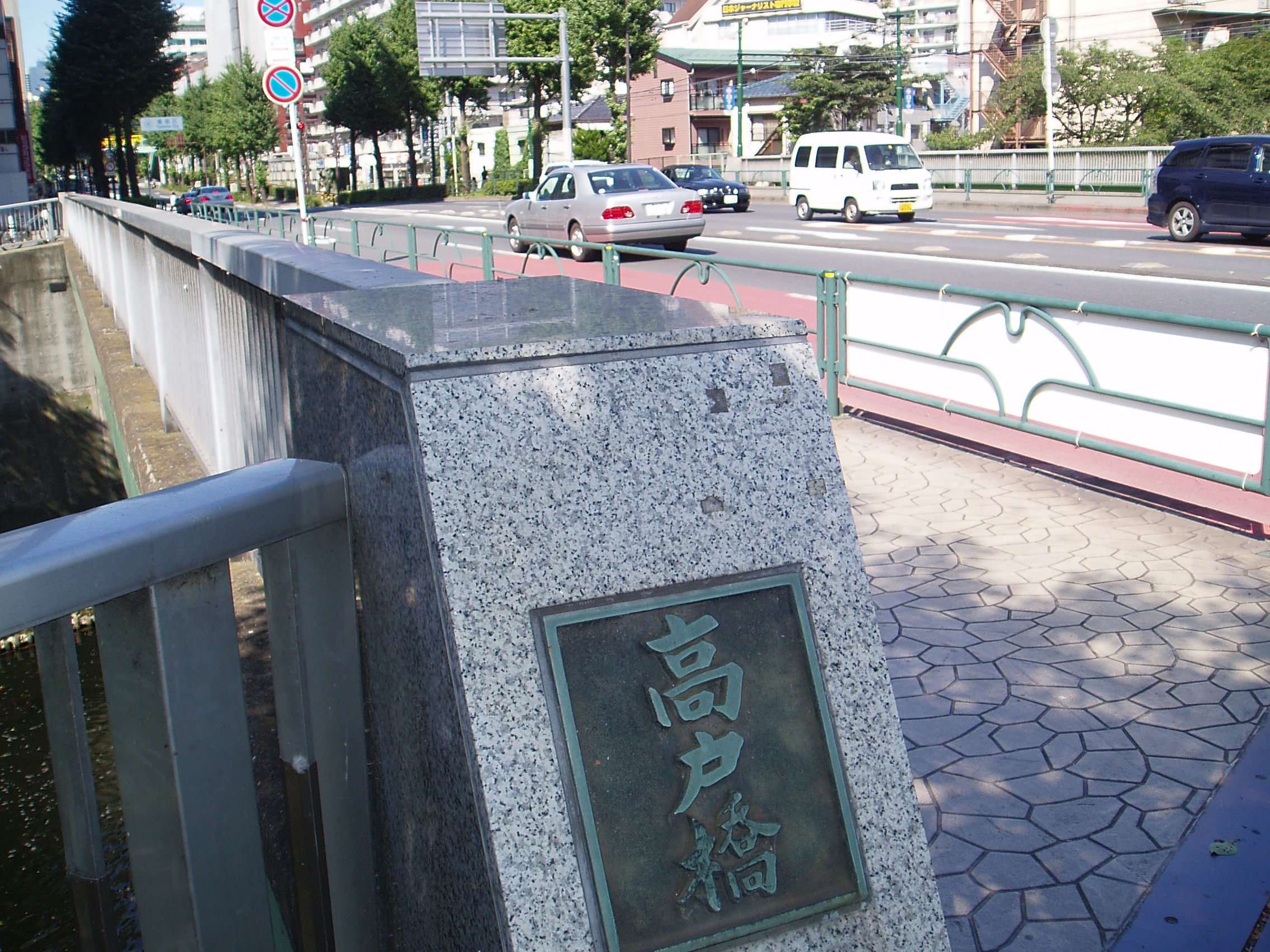
高戸橋池袋方面

高戸橋（たかとばし）は、神田川に架かる橋。名前の由来は旧町名の豊島区「高田」と新宿区「戸塚」の両町名を合成したものと考えられている。場所は新宿区と豊島区の境にあり、新目白通りと明治通り（環状5号）との交差点（高戸橋交差点）の北側である、明治通りの池袋方面にある。そして、高戸橋交差点の西側、新目白通りの谷原方面に同じ神田川に架かる高田橋がある。
信号機に設置されている標識に書かれたローマ字表記は「Takadobashi」となっていたが、「Takatobashi」に修正された。
| 東京都道8号標識 | 東京都道305号標識 |

## 高戸橋と都電荒川線
高戸橋は都電荒川線の鉄橋と並行して架かっており、高戸橋交差点の北東側や神田川の下流側は都電荒川線の有名なシャッターポイントである。
座標: 北緯35度42分53.3秒 東経139度42分41.7秒 / 北緯35.714806度 東経139.711583度